# Deformação craniana artificial

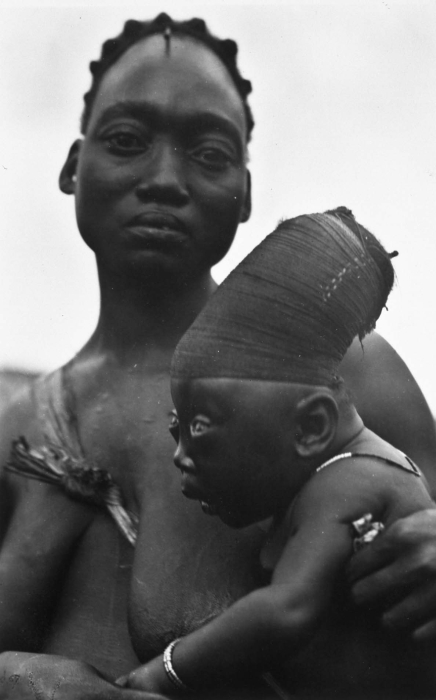
Mulher e criança com crânio alongado do povo mangbetu, Congo (1929-1937)

Deformação craniana artificial é uma forma de modificação corporal na qual o crânio de um ser humano é deformado intencionalmente. Isso é feito ao distorcer o crescimento normal do crânio de uma criança, com a aplicação de força. Formas planas, alongadas (produzidas através da amarração entre dois pedaços de madeira), arredondadas (amarração em tecido) e cônicas estão entre as escolhidas. Normalmente, é realizado em uma criança, visto que o crânio é mais flexível neste momento. Em um caso típico, a amarração começa aproximadamente um mês após o nascimento e continua por cerca de seis meses.

## Histórico

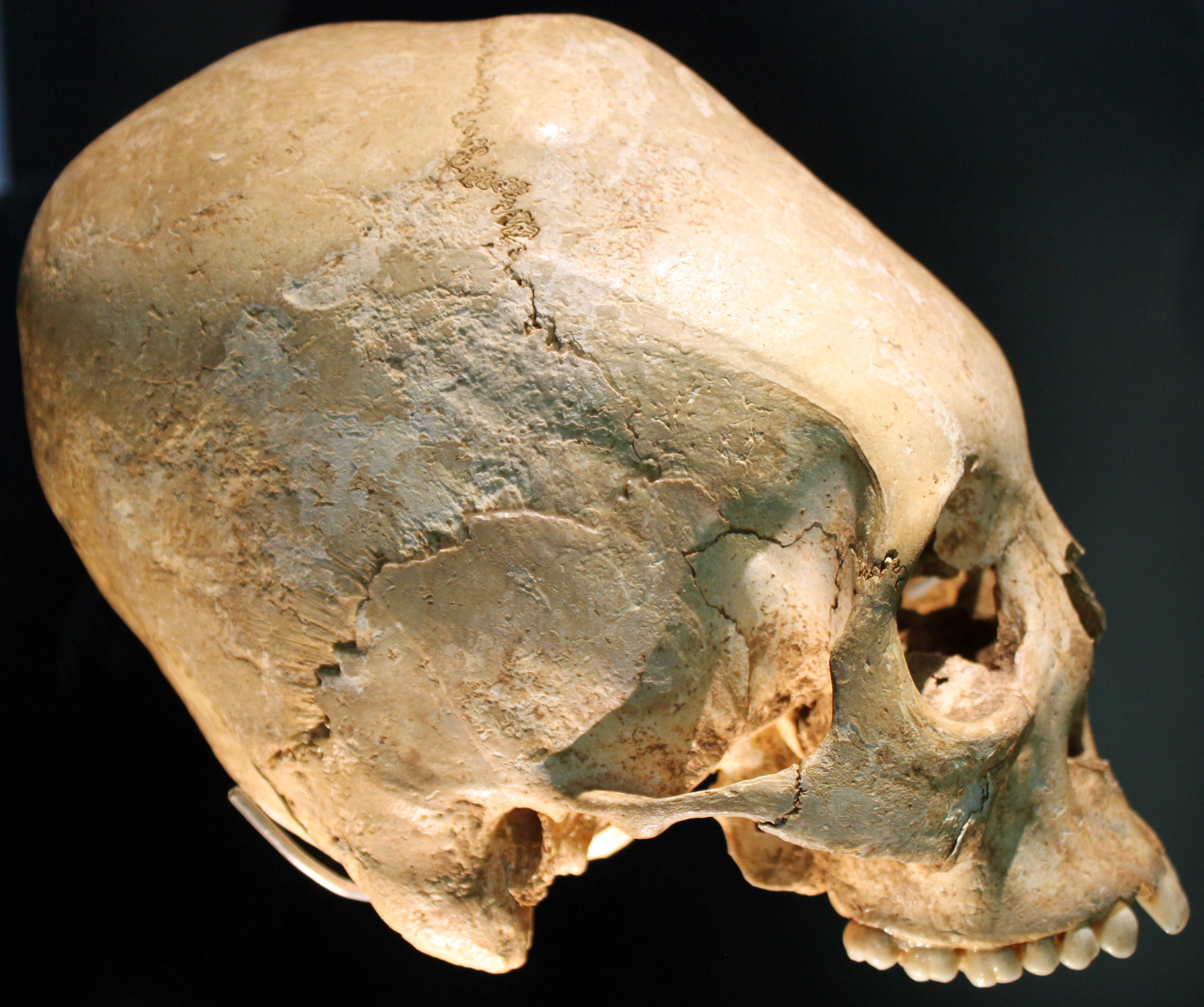
Crânio deformado do século VI da cultura dos alamanos

A deformação craniana intencional é anterior à história escrita; foi praticada comumente em várias culturas que são amplamente separadas geograficamente e cronologicamente e ainda ocorre hoje em alguns lugares, como Vanuatu. Os primeiros exemplos sugeridos incluen o componente proto-neolítico de Homo sapiens (nono milênio aC) da Caverna de Xanidar no Iraque, e povos neolíticos no sudoeste da Ásia. O mais antigo registro escrito de deformação craniana foi feito por Hipócrates, que nomeou uma tribo como macrocéfalos por sua prática de modificação craniana em 400 a.C.
Os hunos também são conhecidos por terem tido uma prática similar, assim como os alanos. Na Antiguidade Tardia (300–600 dC), as tribos germânicas orientais que eram governadas pelos hunos, gépidas, ostrogodos, hérulos, rúgios e burgúndios adotaram esse costume. Nas tribos germânicas ocidentais, as deformações do crânio artificial raramente eram encontradas.

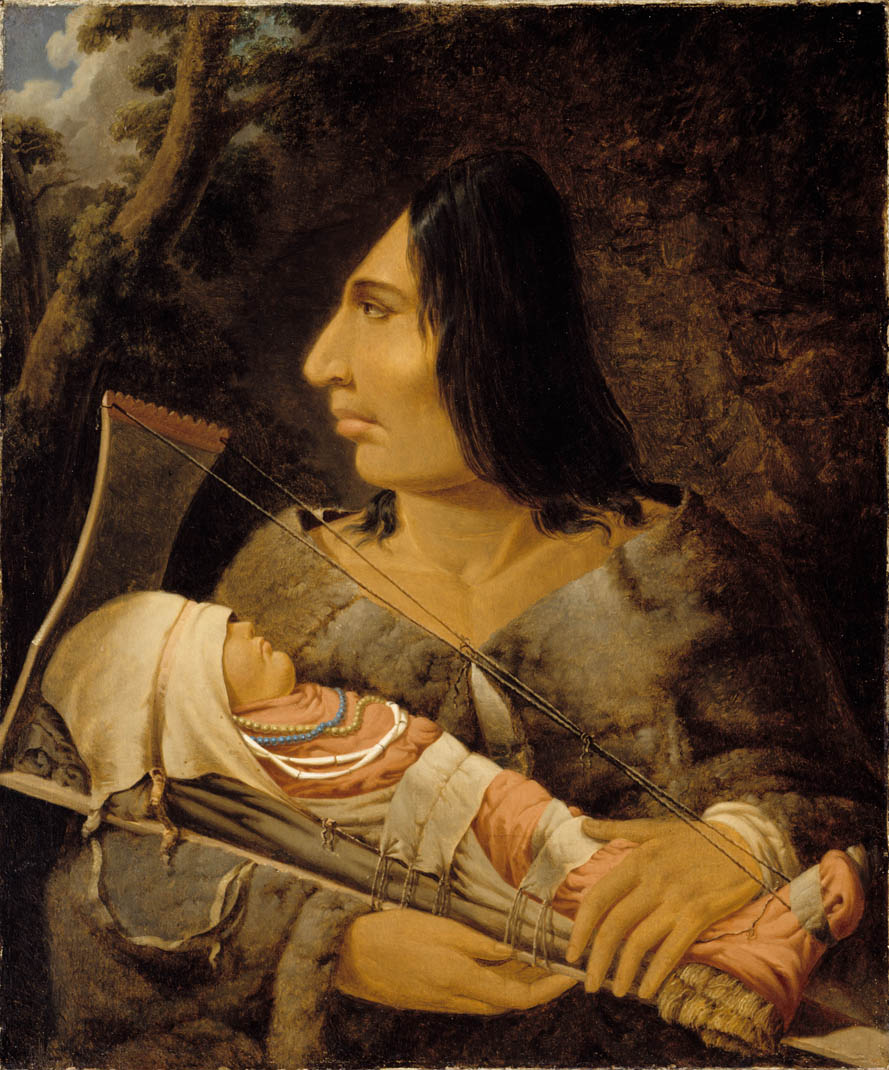
Pintura de Paul Kane, que mostra uma criança da tribo chinook no processo de ter sua cabeça achatada e um adulto após o processo

A prática da deformação craniana foi trazida para Báctria e Sogdiana pelas tribos que criaram o Império Cuchano. Homens com tais crânios são retratados em várias esculturas e frisos sobreviventes daquela época, como o príncipe cuchano de Khalchayan.
Na América, os maias, os incas e certas tribos de nativos norte-americanos realizaram o costume. Na América do Norte a prática era conhecida, especialmente entre as tribos chinook do noroeste e o choctaw do sudeste.
Friedrich Ratzel relatou em 1896 a deformação de crânio, tanto por achatá-lo atrás quanto por alongá-lo em direção ao vértice, em casos isolados no Taiti, Samoa e Havaí, e com mais frequência em Mallicollo nas Novas Hébridas (hoje Malakula, Vanuatu), onde o crânio era espremido de forma extraordinariamente plana.
Na região de Toulouse, na França, essas deformações cranianas persistiram esporadicamente até o início do século XX; no entanto, em vez de serem intencionalmente produzidas como em algumas culturas europeias anteriores, a Deformação Toulousiana parecia ter sido um resultado indesejado de uma prática médica antiga entre o campesinato francês conhecida como bandeau, em que a cabeça de um bebê era bem embrulhada e acolchoada para protegê-lo de impactos e acidentes logo após o nascimento. De fato, muitos dos primeiros observadores modernos da deformação foram registrados por conta dessas crianças camponesas, que eles acreditavam ter sido rebaixadas em inteligência devido à persistência de antigos costumes europeus. O costume de embrulhar as cabeças de bebês na Europa no século XX, embora estivesse desaparecendo na época, era predominante na França e também era encontrado em bolsões no oeste da Rússia, no Cáucaso e na Escandinávia. As razões para a modelagem da cabeça variavam ao longo do tempo e por diferentes razões, de conceitos estéticas a pseudocientíficos sobre a capacidade do cérebro de manter certos tipos de pensamento dependendo de seu formato.